# 豐薩

豐薩（西班牙語：Funza）是哥倫比亞的城鎮，位於該國中部，由昆迪納馬卡省負責管轄，距離首都波哥大4公里，始建於1537年4月20日，面積70平方公里，海拔高度2,548米，2005人口51,808。